# 赵雅楠
赵雅楠（1981年8月21日—），辽宁抚顺人，中国电视女主播。中共党员。北京广播学院播音与主持艺术学院本科，中国传媒大学艺术硕士（MFA）毕业。现为SMG融媒体中心《新闻报道》播音员，偶尔亦代班《新闻夜线》《上海早晨》。主任播音员职称。

## 简介
2003年从北京广播学院本科毕业后加入上海文广新闻传媒集团（现上海广播电视台），与她同期赴SMG的还有臧熹、刘雅东、杨孟潇等。
初期主要以轮岗做记者、编辑为主，后主持《上海早晨》，2007年成为整合后第一代《新闻夜线》主持人。
上海世博会期间，100多次进入世博园，到位于世博轴上世博眼演播室进行世博新闻直播报道，表现优异。被观众称为“世博女主播”。
2014年1月正式离开《新闻夜线》转投《午间新闻连连看》（已停播），后因吴晓蕾赴加拿大游学影响，接替吴晓蕾主持《新闻报道》至今。
除常規主持外，亦曾参与主持“汶川大地震直播特别报道”、“上海世博会中国国家馆日直播特别报道”、“SMG首届媒体开放日直播特别报道”、“首届浦江生活节”、“第十届中国花卉博览会开幕大直播“等大型直播节目。
曾选派赴澳大利亚广播公司进行工作实训。
已婚，丈夫为五星体育广播的主持人刘雅东（为赵雅楠在北京广播学院的同班同学），育有一子一女（儿子：刘冠希，女儿：刘美希）。
现亦兼任上海视觉艺术学院特聘教授。

## 轶事
在2013年12月4日的《新闻夜线》中，受到前面“夜线约见”板块中，嘉宾椅子突然故障导致嘉宾人仰马翻影响，赵雅楠在播报“珠算入选人类非物质文化遗产名录”的消息中，口播失误，甚至忍不住笑场，只得以“对不起”向观众道歉。

## 获奖与提名
- 2010年电视新闻中心明星员工提名、上视编播部优秀员工
- 2014年SMG优秀播音员主持人
- 2014年SMG传媒人奖
- 2015年SMG名播音员主持人
- 2017年SMG优秀播音员主持人
- 此外亦多次获得上视新闻综合频道、电视新闻中心（融媒体中心）、上视编播部优秀作品奖和上海广播电视奖[2]